# Stéphane Travert

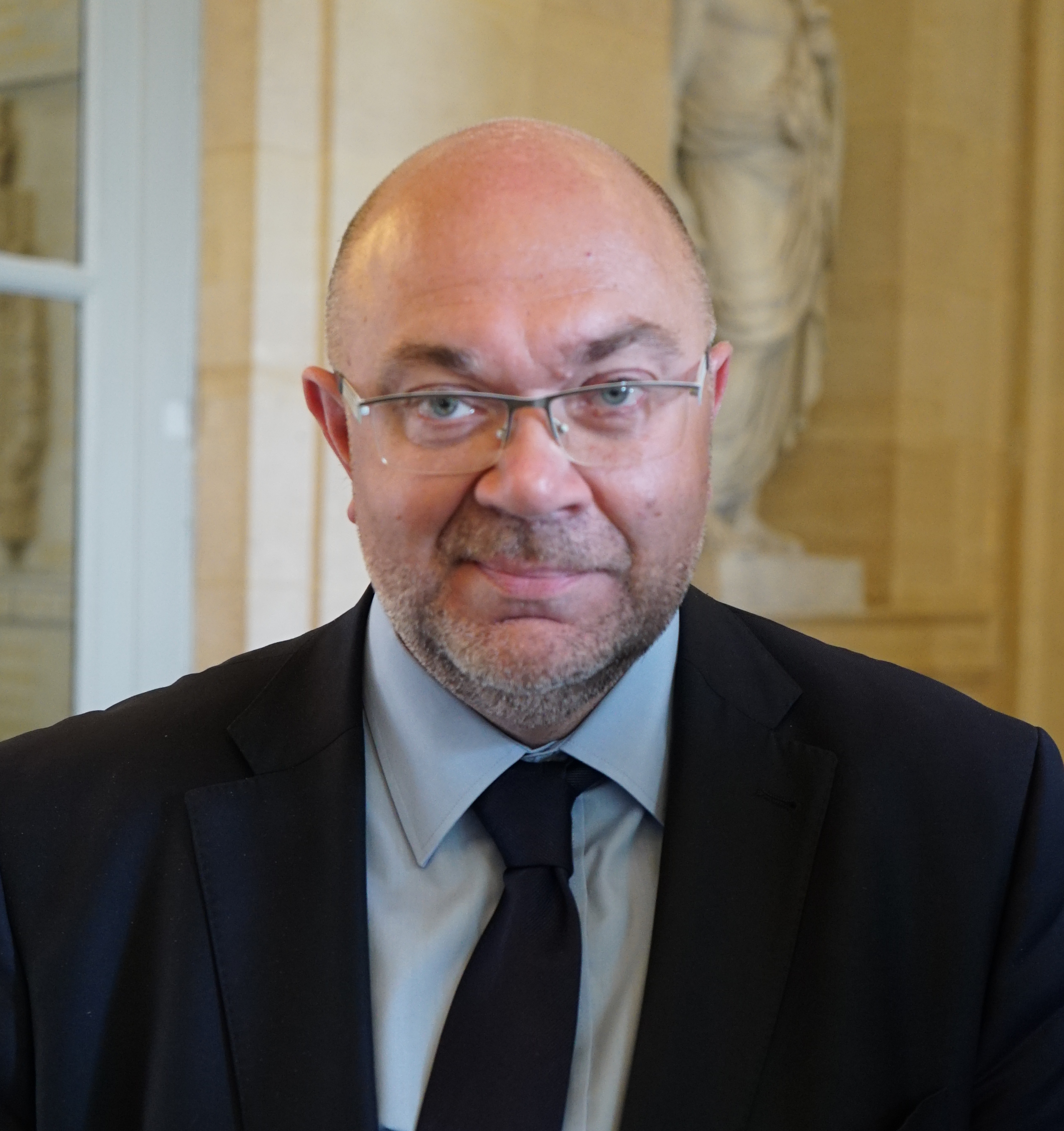
Stéphane Travert

Stéphane Travert (* 12. Oktober 1969 in Carentan) ist ein französischer Politiker der Partei En Marche.
Travert wurde am 18. Juni 2017 in die Nationalversammlung gewählt, um das Department Manche zu repräsentieren. Er war vom 21. Juni 2017 bis 16. Oktober 2018 Landwirtschaftsminister des gleichnamigen Ministeriums im zweiten Kabinett Philippe; im Rahmen einer größeren Kabinettsumbildung musste er sein Ministerium an Didier Guillaume übergeben.